# 西印度贸易厅

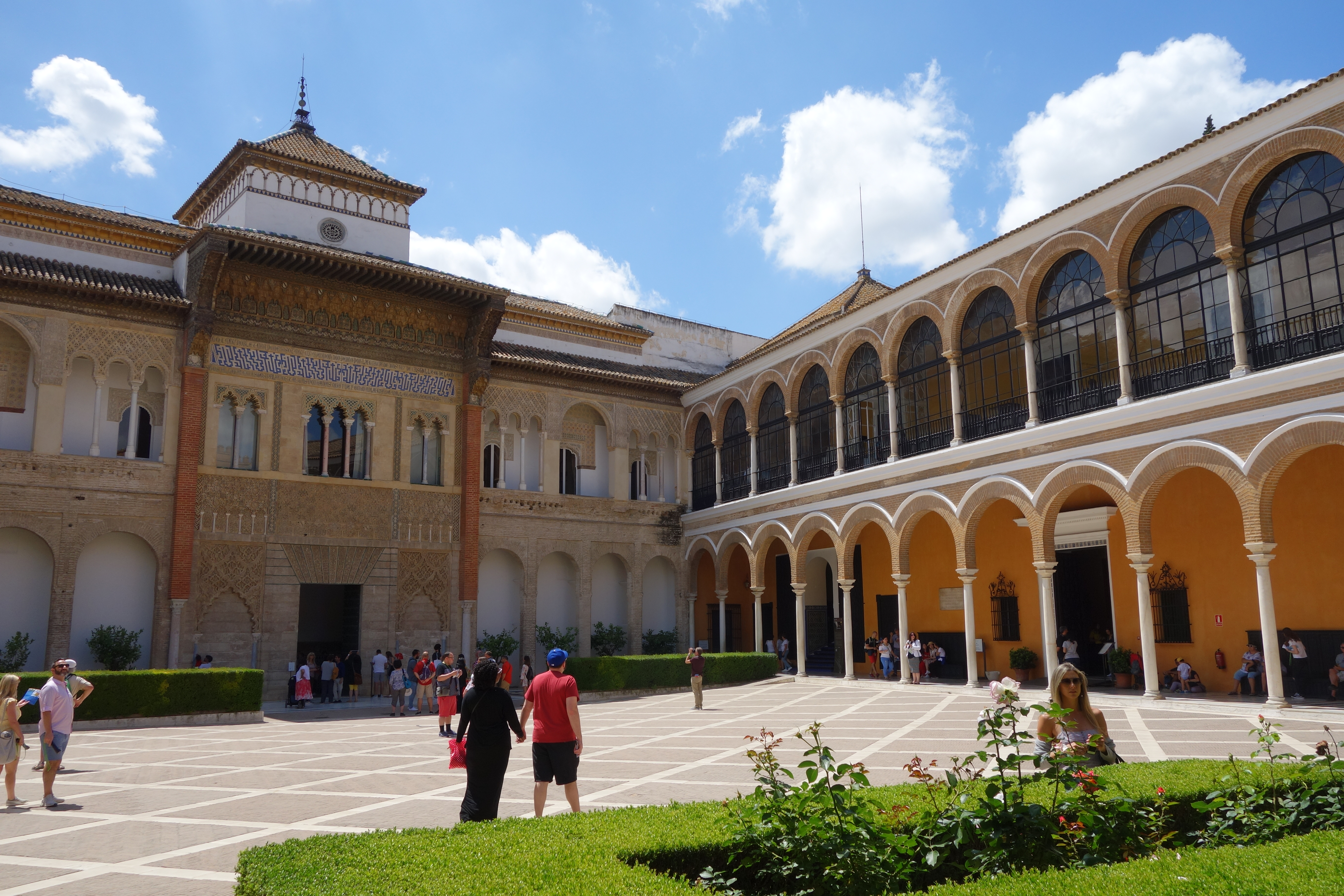
塞维利亚王宫中的狩猎庭园（Patio de la Montería）。广场右侧的两层建筑，通称“海军上将侧翼”，是贸易厅1503-1717年之间的办公地。

西印度贸易厅（Casa de la Contratación de las Indias），又译为西印度交易所，通称交易所、贸易厅或通商院（Casa de la Contratación），是西班牙卡斯蒂利亚联合王国于1503年在塞维利亚设立的王室代理机构，主管西班牙帝国对殖民地的贸易相关事务，因时人尚称美洲殖民地为“印度”（Indias）而得名。
贸易厅在西班牙海外事务上享有极大权力，例如运营珍宝船团、征收殖民地贸易税、审批贸易航次及海外探险、发放移民特许状、绘制地图与海图、管理航路及新地理情报、公证西班牙海外的地产、公证殖民地死者的遗产、处理殖民地贸易纠纷等等。
1717年，贸易厅从塞维利亚搬迁至加的斯，其权力大为减弱，最后在1790年的政府改组中被废除。贸易厅的档案至今保存在塞维利亚的西印度综合档案馆中。

## 成立
自哥伦布到达美洲起，卡斯蒂利亚女王伊莎贝拉一世就希望撤回授予哥伦布与其它几名征服者的权力，将新大陆的殖民地纳入王室直属领地，由君主直接统治。1493年哥伦布第二次出发去美洲后，伊莎贝拉一世将新大陆事务管理权交予她的心腹，塞维利亚大教堂副主教胡安·罗德里格斯·德·丰塞卡（Juan Rodríguez de Fonseca）。
殖民地的军事、贸易与移民活动不断增加，很快超过了丰塞卡一人的管理能力；同时隔壁葡萄牙的曼努埃尔一世也于1500年在里斯本设立印度（贸易）厅（Casa da Índia，又称印度部或印度之家）来管理葡萄牙在印度的殖民地。
最终伊莎贝拉一世于1503年签署皇家特许状，准许丰塞卡在塞维利亚组织成立西印度贸易厅，作为王室全权代理机构来管理殖民地贸易，直接对国王负责。贸易厅很快控制了西班牙岛的经济事务，并在接下来数年内将权力扩大到西班牙美洲殖民地的方方面面。

## 职权与运作

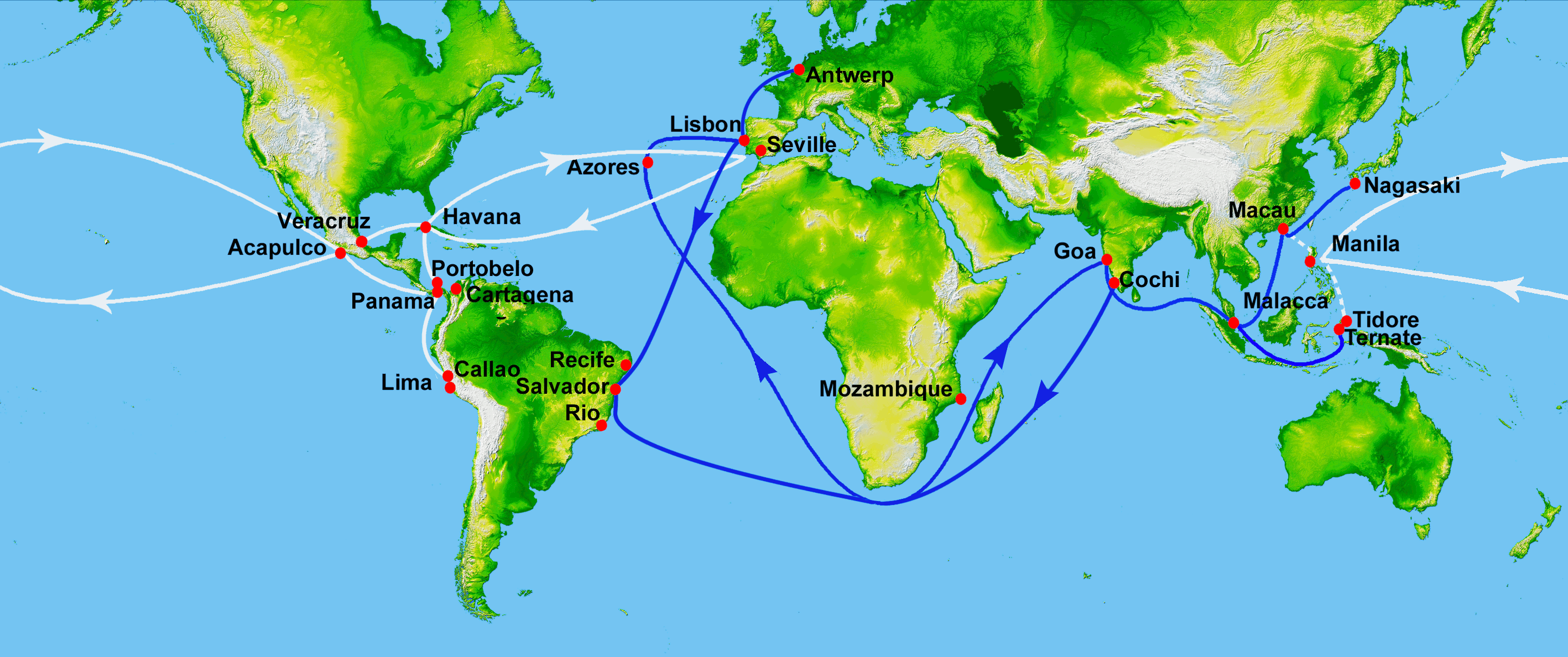
西班牙珍宝船队航线（白色）

同荷兰、英国等以特许状授权私人公司（如东印度公司）来处理殖民地事务不同，贸易厅是西班牙王权的直接代理人，直接负责对殖民地贸易的垄断经营。西班牙殖民帝国所积累的巨大财富，几乎都因此流入王室。。
贸易厅同时也是西班牙重商主义的体现：西印度贸易厅代表王室和西印度商人法庭（Consulado de Cargadores a Indias，又称塞维利亚西印度商人商会），给塞维利亚商人群体授予特许权，由他们来管理和航行贸易厅的殖民地船队。

### 垄断新大陆贸易
贸易厅最重要的权力是对西班牙珍宝船队的掌控。一切殖民地与西班牙本土间的官方货物交易都由定期启航的西班牙珍宝船队所垄断，其组织运行和船队货物的销售等都由贸易厅管理，殖民地运来的金银珠宝也都由贸易厅保管，没有国王、财政枢密院或印度枢密院许可的情况下不能启用。贸易厅（以及背后的西班牙王室）由此完全掌握了西班牙与其美洲亚洲殖民地之间的贸易。
而如果是不经由珍宝船队的、由私人或外国人掌握的殖民地贸易船只，贸易厅则会对其中的贵金属课20%的税，又称为皇家伍一税（quinto real）；严格采取贸易保护主义时，贸易厅对殖民地商船所课的各类税可高达40%。为了保证经济控制，贸易厅还要求每艘殖民地商船都雇佣一位书记员，以统计船上商品的价值和管理需要支付的税款。
理论上，贸易厅独占了新大陆港口的贸易权，西班牙美洲殖民地的港口贸易只能通过珍宝船团进行。这种对私人贸易的限制导致大量西班牙和其他国家的商人为了逃税而进行走私，乃至投身海盗。无论如何，贸易厅和西班牙王室对殖民地贸易的垄断和汲取，是西班牙在大航海时代成为欧洲最富有国家的重要原因之一。

### 探险及地图绘制
西班牙的殖民对手葡萄牙王室，作为地理大发现的先驱，掌握着仅供葡萄牙商船使用的秘密海图，称为皇家标准海图（Padrão Real）。西印度贸易厅模仿这种形式，也从1508年起绘制和出版名为皇家地图总图（Padrón Real，意为皇家标准，因该地图是一切其它皇家地图的母版）的秘密海图。总图仅供西班牙商船非公开使用，所有西班牙探险者以及船只，都被要求必须使用从总图中拷贝下来的地图或海图；贸易厅也要求他们返航后汇报新的航程与地理知识，以便更新与修订地图。
贸易厅还雇佣、任命和训练了大量制图员、领航员和档案管理员，以测绘和管理大量不断更新的秘密地图；著名航海家亚美利哥·韦斯普奇晚年就在西印度贸易厅担任领航长一职，直到去世。除了制图，贸易厅还设有航海学校，用来训练出海探险或殖民的海员和导航员。
皇家地图极大促进了西班牙的海外发现、探险、贸易和殖民统治。整个16世纪中几乎所有西班牙商船都使用贸易厅绘制的地图来导航；地图所提供的精确地理信息（例如殖民地的位置、边界、山川、资源、以及从欧洲本土抵达的航路等）也构成了西班牙帝国殖民政策的基础。除统治工具之外，贸易厅地图也代表着西班牙航海制图学的最高水准；直到17世纪，贸易厅制图的精确性才基本被英国、荷兰等后发航海国家超过。

## 办公地点

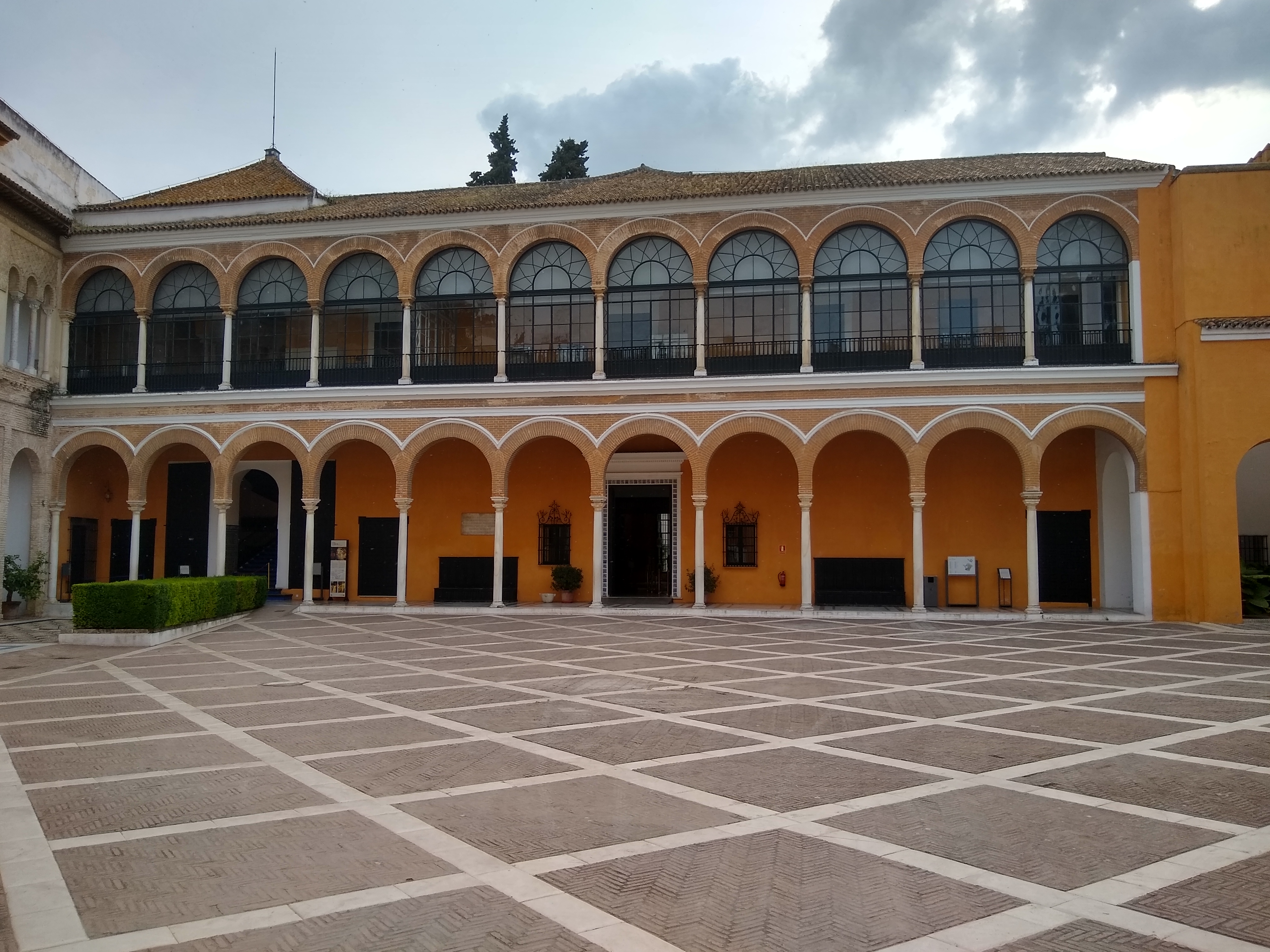
贸易厅所在的海军上将侧翼

1506年起，贸易厅在塞维利亚王宫之内办公，占据着曾供卡斯蒂尔海军上将（Almirante de Castilla，代表卡斯蒂尔国王全权处理海军事务的官员，常驻塞维利亚）使用的海军上将侧翼（Cuarto del Almirante）。侧翼一侧面向王宫中的狩猎庭园（Patio de la Montería），另一侧则面街，附近的广场因此得名贸易厅广场（Plaza de la Contratación）。
贸易厅在塞维利亚下游、更靠海的加的斯设有一个派出机构，管理从加的斯出海的船只。1717年，随着河道淤塞和西班牙波旁王朝进行中央集权改革，贸易厅总部也搬迁到了加的斯，直到1790年遭到废除为止。

## 组织结构
1503年设立贸易厅的立法规定，贸易厅有三名长官，分别是代理（西班牙語：Factor）、司库（西班牙語：Tesorero）和会计（西班牙語：Contador）。代理是新大陆贸易业务的主要管理者，负责编成珍宝船团，并给船团提供物资和武装。司库负责出纳贸易厅的商品、金钱和物资，新大陆运抵塞维利亚的白银（铸币用）由他负责监管。会计则负责登记物资和记账。

三名长官共同构成政务室（西班牙語：La Sala de Gobierno），是贸易厅的决策机构。政务室每周联席开会三次，共同投票决议贸易厅事务、贸易厅收到的文件，或共同仲裁上诉至贸易厅的纠纷，其行政和司法职能合一。
三长官中的会计还身兼秘书一职（因此有时他的头衔也称为“书记-会计”），其下属的会计处（西班牙語：La Contaduría）不仅负责记账、登记货物，还负责收发信件、撰写报告和备忘录、负责贸易厅契约、证书和文件的发布（例如负责贸易特许证书和商品登记，以及发放新大陆入境许可，并登记前往新大陆船只上的乘员和奴隶），最后整个贸易厅的档案都由他负责。
1510年起，随着贸易厅的职能逐渐复杂化，厅内开设了一系列新的高级职位，包括法务长（西班牙語：Juez-letrado）、领航长（西班牙語：Piloto mayor）、炮术长（西班牙語：Artillero mayor）、舰队补给总长（西班牙語：Proveedor general de las Armadas y Flotas）、邮政长（西班牙語：Correo mayor），各长官下属的官员也越来越多。
1573年，贸易厅设置总裁（西班牙語：Presidente）一职，高于一切长官，统筹整个贸易厅各部门的事务。
1583年起，贸易厅增设了专门的司法室（西班牙語：La Sala de Justicia），专设三名法官来处理司法纠纷，与政务室平行，分离了贸易厅的行政职能和司法职能。不过政务室仍然具有优先位置；即使在司法室成立之后，各种纠纷也是先提交到政务室，再由政务室将相关纠纷移交到司法室。
1583年起，贸易厅的职能组织成六个主要部分：
- 海外交通管理局（西班牙語：Órgano de control del tráfico ultramarino），负责管理私人特许贸易
- 珍宝船团编成与组织办公室（西班牙語：Oficina de apresto y organización de las flotas），负责运营官方贸易，即珍宝船团
- 皇室与私人金库（西班牙語：Depósito de los caudales del Rey y de particulares），负责存放新大陆运来的财物
- 印度移民管理处（西班牙語：Departamento de control de emigración a las Indias），负责管理前往新大陆的移民
- 科考与海洋学院中心（西班牙語：Centro de investigación científica y de Escuela Náutica），负责制图与海事培训
- 仲裁与审问院（西班牙語：Audiencia y Tribunal de Justicia），负责处理从殖民地上诉而来的纠纷

## 衰退
1524年，西班牙帝国成立印度院（Consejo de Indias）为管理其殖民地的最高行政机构，部分取代了贸易厅的权力。贸易厅仍然保有航海事务上的相关权力。
至17世纪晚期，由于在财政上无法同时支援三十年战争和海外殖民帝国，西班牙哈布斯堡王朝陷入了债务危机。为了支付西班牙所欠欧洲各国银行家的巨额债务，王室选择将西班牙珍宝船队的垄断贸易收益转让以抵债。贸易厅因此丧失了主要的收入来源，与西班牙帝国一同陷入衰落。为了支付西班牙所欠欧洲各国银行家的巨额债务，哈布斯堡王室选择将西班牙珍宝船队的垄断贸易收益，尤其是马尼拉大帆船船队的收益，转让给债权人以抵债。西印度贸易厅因此丧失了主要的收入来源，与西班牙帝国一同陷入衰落。
西班牙哈布斯堡王朝在1700年绝嗣，导致了1701-1714年间的西班牙王位继承战争；新入主西班牙的波旁王朝进行了大规模的中央集权改革，并试图削弱塞维利亚商会对政治和贸易的影响力，将权力收归王室。 西班牙波旁王朝开创者费利佩五世在西班牙王位继承战争结束，自身地位稳定后，就于1717年将西印度贸易厅搬迁至加的斯，使塞维利亚失去了国际贸易中心的地位；依赖塞维利亚商人的贸易厅也因此受到打击。
卡洛斯三世进一步削弱了贸易厅的权力；1765年起，贸易厅的贸易特许权不断遭到废除，而相应的，新大陆的许多港口都获得了私人自由贸易权。到1778年，新大陆西班牙领地已经有27个港口获得了自由贸易权，珍宝船团贸易体系已经无法成立。其子卡洛斯四世则于1790年正式废除了西印度贸易厅。贸易厅的税务权和司法权等等收归西班牙殖民地副王，珍宝船队也宣告结束，被各种小规模的私人船队所代替。西班牙殖民帝国在不久后的拉丁美洲独立战争中瓦解。

## 商人法庭与贸易厅档案

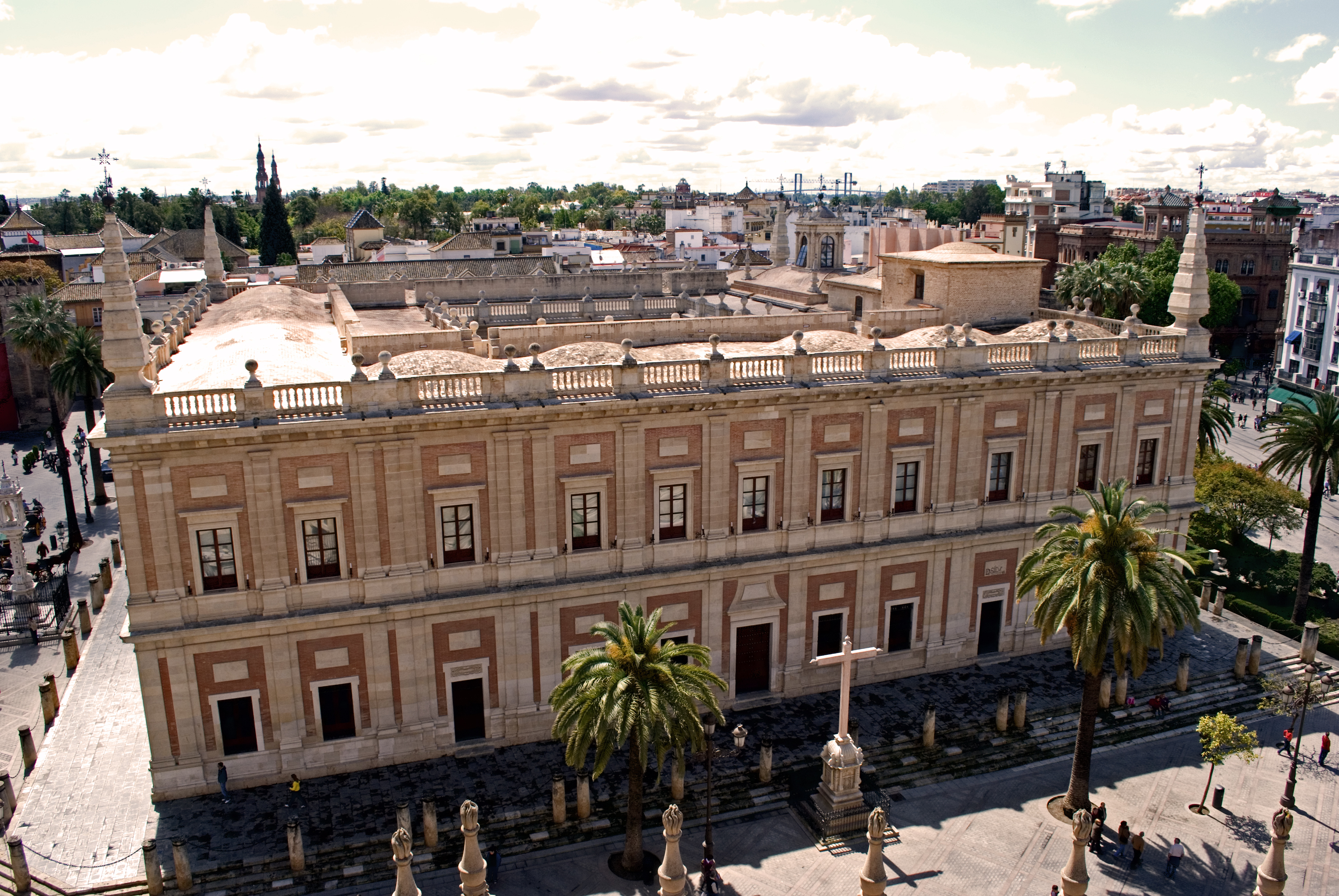
塞维利亚西印度商人法庭大楼，现西印度综合档案馆

1543年，西印度商人法庭（Consulado de Cargadores a Indias）在塞维利亚成立，与贸易厅合作运行。这种商人领事馆是半独立司法机构，约等于商业法庭，负责仲裁新大陆贸易商人之间的纠纷。商人法庭成立时没有办公地点，其活动完全在贸易厅的大门口进行，有时干脆在附近的塞维利亚大教堂门口台阶上进行，导致了大主教的抗议。1572年，腓力二世同意给商人法庭修建一座总部大楼；大楼位于大教堂和贸易广场之间，最终于1600年代初兴建，1646年完工。
1784年，由于西班牙皇家档案馆空间不足，卡洛斯三世下诏要求将所有涉及到西班牙殖民帝国运转的档案统一收纳。当时的西印度事务大臣何塞·德·加尔韦斯（José de Gálvez）和历史学家胡安·巴蒂斯塔·穆尼奥斯（Juan Bautista Muñoz）负责将这些档案统一整理到塞维利亚商人法庭大楼中，并将这一设施命名为西印度综合档案馆。 西印度贸易厅的海量档案目前都保存在此处。

## 影响
在电子游戏文明VI（2016）中，西印度贸易厅是游戏中的奇观之一，玩家建造它可以增加殖民地税收，体现了这一机构的本来意义。游戏中所建造的其实是塞维利亚商人法庭大楼，即保存着贸易厅档案的西印度综合档案馆大楼，而不是贸易厅实际上的办公地塞维利亚王宫。